# Vecchia chitarra/Lu tambureddu
Vecchia chitarra/Lu tambureddu è il 10° singolo di Domenico Modugno.

## Il disco
Il singolo all'epoca ebbe un riscontro commerciale basso, ma comunque le canzoni sono conosciute.
La prima canzone è meno nota della seconda, che fu spesso ristampata e reincisa da Modugno, e parla dei classici balli che organizzavano i pugliesi con i tamburi quando smetteva di piovere, è reperibile anche nell'antologia Tutto Modugno, in una reincisione.